# 卡爾霍恩縣 (伊利諾伊州)
卡爾霍恩縣（英語：Calhoun County）是美国伊利诺伊州西部的一個縣，東界伊利诺伊河西隔密西西比河與密蘇里州相望，面積735平方公里。根據2020年美國人口普查統計，共有人口4,437人。縣治哈丁（Hardin）。該縣成立於1858年1月10日，縣名紀念曾任兩屆美国副总统的約翰·C·卡爾霍恩（John Caldwell Calhoun）。